# Beeches Light Railway
| Beeches Light Railway                             | Beeches Light Railway |
| ------------------------------------------------- | --------------------- |
| Die Beeches Light Railway am Bahnhof Ringkingpong |                       |
| Streckenverlauf der Beeches Light Railway         |                       |
| Streckenlänge:                                    | 1,5 km                |
| Spurweite:                                        | 610 mm (2-Fuß-Spur)   |
|                                                   |                       |

Die Beeches Light Railway war eine private Schmalspurbahn in Steeple Aston, Oxfordshire im Garten des Anwesens von Adrian Shooter, dem früheren Direktor der Chiltern Railways.

## Streckenverlauf
Die etwas mehr als 1,5 km Schmalspurgleise mit einer Spurweite von 610 mm (2 Fuß) wurden 2002 bis 2004 verlegt. Der Streckenverlauf erinnerte an eine 8 mit jeweils einer Schleife im vorderen und hinteren Teil des Gartens und einem Bahnübergang über die Hauptzufahrt. Der Bahnhof Ringkingpong sowie die Lokschuppen und Wagenremisen lagen hinter dem Haus. Sie sind nicht nur dem Bahnhofsnamen nach im indischen Stil erbaut, sondern wiesen auch indische Hinweisschilder, sowie eine stilistisch passende Innendekoration des Bahnhofsgebäudes auf.
Obwohl die Eisenbahn privat betrieben wurde und nicht den Schienenverkehrsregeln unterlag, wurde sie von Shooter und einigen ehrenamtlichen Unterstützern laut Regelwerken und Dienstvorschriften professionell betrieben. Der Kessel der Dampflok wurde zur Erlangung der Betriebsgenehmigung einmal pro Jahr von einem vereidigten Sachverständigen untersucht.
Der Betrieb auf der Strecke wurde im Mai 2019 eingestellt, wobei für Anfang 2020 die Wiedereröffnung mit einer größeren Streckenlänge auf einen nahegelegenen Gelände geplant war. Nachdem der geplante Umzug nicht erfolgt war, wurde die Strecke 2023 demontiert und sämtliche Anlagen wurden verkauft.

## Dampflokomotive

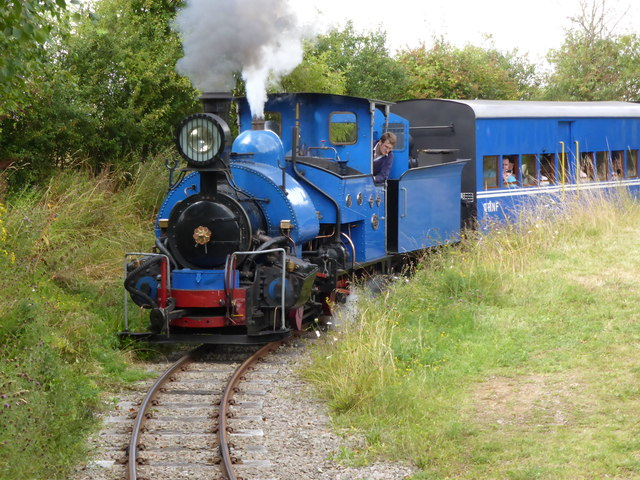
Die Dampflokomotive der Darjeeling Himalayan Railway im tiefsten Oxfordshire

Die Geschichte der auf der Beeches Light Railway eingesetzten Dampflokomotive reicht über 120 Jahre zurück: Die Dampflok gehört zu den 34 gebauten Maschinen der DHR-Klasse B. Sie trägt die Nummer 19 der Darjeeling Himalayan Railway (DHR) und die landesweiten All-India-Nummer 778 und wurde mit der Seriennummer 3518 von Sharp Stewart ursprünglich an die 1878 gegründete indische DHR geliefert, die zwischen Shiliguri und Darjiling verkehrt. Sie war dort bis 1960 im Einsatz und wurde dann an einen Eisenbahnfreund in den USA verkauft. Sie gehörte Elliot Donnelley, dem Geschäftsführer und wesentlichen Anteilseigner der RR Donnelley Co, einem der größten Druck- und Verlagshäuser in Chicago. Nachdem Donnelley 1975 gestorben war, wurde die Dampflok an das Hesston Steam Museum vererbt. Dort stand sie, bis Adrian Shooter sie 2002 erwarb und restaurierte sowie mit einem Schlepptender ergänzte.
Die Lok hat noch ihren ursprünglichen Kessel von 1889, der mit 50 Jahren Vorsprung der älteste Lokomotivkessel von Großbritannien ist. Es gibt aber noch zwei ältere in Indien. Die Gründe für die lange Haltbarkeit sind, dass er aus Gusseisen hergestellt wurde, das sehr viel korrosionsfester als Stahl ist, sowie die exzellente Wartung während des 70-jährigen Einsatzes in Indien.
Zwei Personenwagen und zwei in den Boston Lodge Works der Ffestiniog Railway hergestellte moderne Nachbauten der Wagen der Darjeeling Himalayan Railway werden gelegentlich zum Personentransport eingesetzt. Lokomotive und Wagen sind gelegentlich auch als Gäste auf anderen Bahnen anzutreffen so etwa auf der Leighton Buzzard Light Railway und der Ffestiniog Railway.
Nach der Stilllegung der Beeches Light Railway wurden die Lokomotive und die Nachbauten der Personenwagen der Darjeeling Himalayan Railway an den Verein Darjeeling Tank Locomotive Trust verkauft und zur Statfold Barn Railway versetzt.

## Draisine

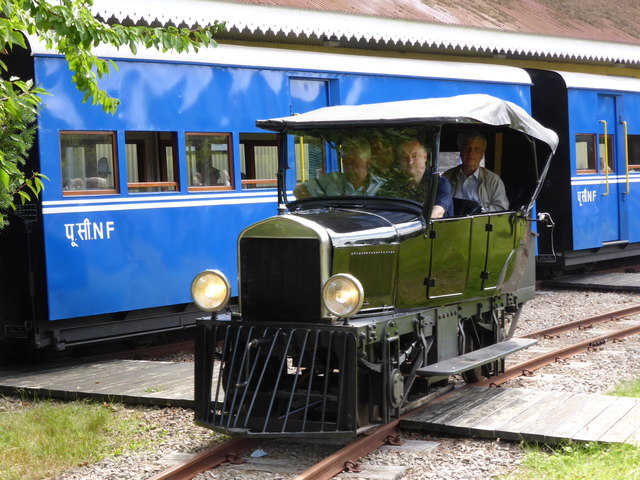
Adrian Shooters Draisine auf Basis eines Ford Modell T auf der Beeches Light Railway

Shooter besaß auch den Nachbau einer Draisine auf Basis eines Ford Modell T, mit der er die Schmalspurbahn befuhr. Das Original ist ein zum Schienenfahrzeug umgebauter Personenkraftwagen, mit dem die Strecke auf der Sandy River and Rangeley Lakes Railroad inspiziert wurde. Der Nachbau wurde bei der Statfold Barn Railway in Auftrag gegeben. Er lässt sich aufbocken, um ihn am Ziel der Fahrt umzudrehen. Nach der Stilllegung wurde die Draisine verkauft.

## Weitere Fahrzeuge
In der Wagenremise gab es ein Fahrzeug der Londoner Mail Rail, einer Untergrundbahn zum Transport von Briefen und Paketen zwischen mehreren Londoner Postämtern.